# Калбатау
Калбата́у (каз. Қалбатау) — село, центр Жарминського району Абайської області Казахстану. Адміністративний центр Калбатауського сільського округу.
Населення — 10763 особи (2021; 10214 у 2009, 11809 у 1999, 12585 у 1989).
Національний склад станом на 1989 рік:
- казахи — 41 %
- росіяни — 31 %

До 2007 року село називалось Георгієвка.

## Видатні уродженці
- Байдосов Кабден Рахманкулович — перший у Казахстані майстер спорту з вільної боротьби.
- Вагнєр Вікторія Олександрівна — український лікар та політик.